# Voodoo zombie
Voodoo Zombie  es una banda de rock chilena independiente formada en el año 2006 en la ciudad de Santiago. Son una banda que mezcla variados estilos entre ellos el Psychobilly, punk y garage; desde sus inicios han mostrado su gusto por las temáticas del terror, horror y los zombis tanto en sus presentaciones o puestas en escena. 

## Historia
El inicio de la banda fue cuando Sexbasstian adquirió un contrabajo y por las redes en internet publicó sobre su adquisición y su deseo de formar una banda Psychobilly. Fue así como Katona (voz) y Lucifer (guitarra) contactaron con él, se juntaron para un cumpleaños de Katona, se agradaron y fue ahí cuando nació Voodoo Zombie, oficialmente en el año 2006. Si hay algo más que tienen en común todos los integrantes además de la música, es el gusto por el cine clase b de horror, terror y temáticas zombis, se juntaban a ver y disfrutar de este tipo de películas. Fue así como Katona, Lucifer Rocker, Sexbasstian y Pelao Psycho gracias a gustos similares decidieron atreverse a incursionar en la música con algo totalmente novedoso en Chile tanto en lo musical como su puesta en escena y ser considerados como pioneros en el estilo Psychobilly y Horror punk.
Su primera producción es trabajada durante el año 2007, un EP llamado “Demo del Horror” este incluiría 4 temas, el principal y/o más conocido fue “Amor Psycho” y del cual grabaron un videoclip, De ahí en adelante la banda no dejaría de trabajar en futuras nuevas producciones y participando de diversas tocatas y festivales a los que fuesen invitados.

## Presentaciones
La banda ha alcanzado fama y reconocimiento tanto dentro como fuera de Chile por lo cual han sido invitados a diversos festivales y presentaciones a lo largo de su trayectoria.
En 2007 fueron invitados a Perú para presentarse en Nekrofest, que se llevó a cabo en la capital Lima. A principios de 2008 viajaron por Brasil presentándose en las ciudades de Sao Paulo y Curitiba, a mediados del mismo año se presentan en 3 ocasiones en la ciudad de Buenos Aires, Argentina. Durante el 2009 son invitados a Estados Unidos para participar de un gran festival Psychobilly, el “Hollywood Showdown”.
En el año 2010 son nuevamente invitados a Brasil, al Psycho carnival de Curitiba, al año siguiente en 2011 se presentan por tercera vez en Brasil, donde comparten escenario con bandas de renombre como Misfits y Sepultura, entre otros, en el Festival Virada Cultural.

## Otras participaciones
Voodoo zombie formó parte del soundtrack con el tema “Manicomio” para la película “solos”/”descendents” filme de zombis, del cineasta nacional Jorge Olguín.
También compusieron la canción “Zombiewalk”  a petición de Cáfila Zombirica, para el evento que lleva el mismo nombre y que se celebra cada año en Chile, en donde miles de personas desfilan por las principales calles de Santiago caracterizados como estas criaturas.